# Casa Museo Lope de Vega

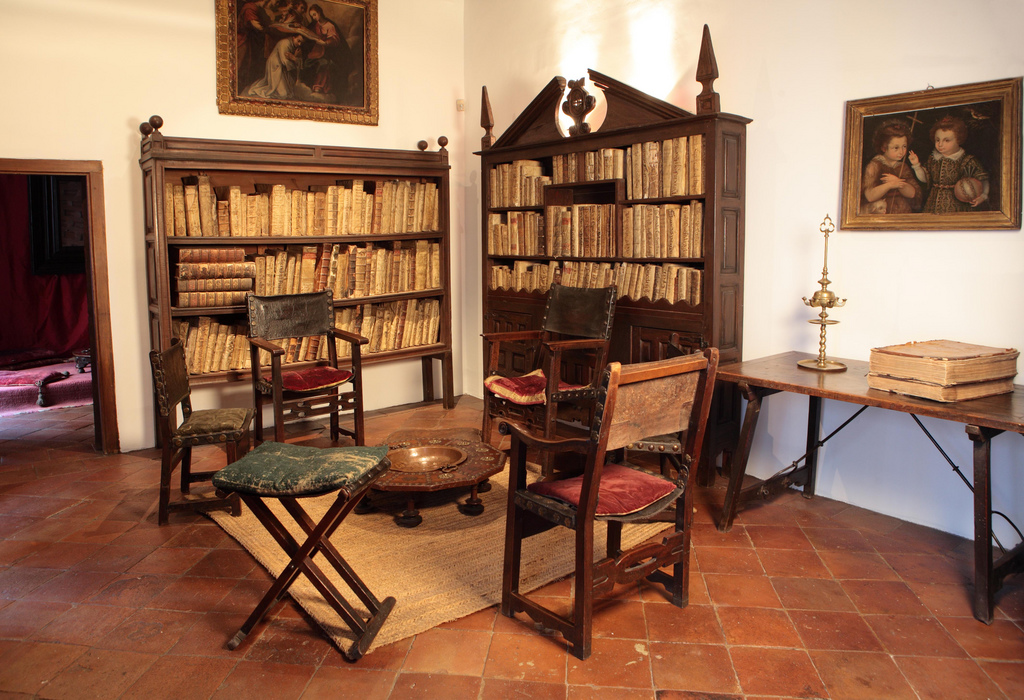
Arbeitszimmer Lope de Vega

Casa Museo Lope de Vega ist ein Museum im Museen-Dreieck des Triángulo del Arte in der Innenstadt von Madrid.

## Geschichte
Die Real Academia Española erhielt im Jahre 1931 die Schirmherrschaft der Stiftung Cabrejos García, von den Eigentümer des Hauses, in dem der spanische Dichter Félix Lope de Vega die letzten 25 Jahre bis zu seinem Tode 1635 verbrachte.
Nach einer teilweisen Renovierung wurde das Gebäude 1935 zum Monumento Nacional erklärt und der Öffentlichkeit zugänglich gemacht. Eine weitere Restaurierung fand zwischen 1973 und 1975 statt. Die Renovierung der Fassade wurde 1990 und 1992 durch die Stadtverwaltung von Madrid durchgeführt, die auch die Eigentümerin des Gebäudes ist.

## Ausstellung
Das Museum verfügt über die wesentlichen Werke, Studien und Handschriften von Lope de Vega. Die Einrichtungsgegenstände aus seinen letzten Lebensjahren sind im Stil des „Goldenen Zeitalters“ (spanisch Siglo de Oro).
Das Museum ist nur nach Anmeldung und in Begleitung möglich. Der Eintritt ist frei. Die Führungen für maximal 10 Personen dauern ca. 45 Minuten.